# Cá gộc Đại Tây Dương
Cá gộc Đại Tây Dương (danh pháp hai phần: Polydactylus octonemus) là một loài cá gộc bản địa các vùng nước nhiệt đới và cận nhiệt đới của phía tây Đại Tây Dương và vịnh Mexico. Nó có chiều dài đến 23 cm.

## Hình ảnh

- Tập tin:Atlantic threadfin (Polydactylus octonemus).jpg